# 고서 분기점
고서 분기점(古西分岐點, Goseo Junction, 고서JC)은 전라남도 담양군 고서면 보촌리에 설치된 광주대구고속도로와 호남고속도로가 만나는 분기점이다. 광주대구선 12번, 호남선 9번 분기점이다. 개통 당시에는 88올림픽고속도로의 기점이었으나, 2015년 12월 22일 호남고속도로 문흥 분기점 ~ 고서 분기점 구간이 광주대구고속도로와의 노선 공용 구간으로 지정됨에 따라 문흥 분기점이 광주대구고속도로의 새로운 기점이 되면서 광주대구고속도로의 기점 기능을 상실하였다.

## 연혁
- 1973년 11월 14일 : 서울순천고속도로 전주 나들목 ~ 순천 나들목 구간, 서울순천고속도로 담양선 개통과 함께 통행 개시

## 구조물 정보
- 위치: 전라남도 담양군 고서면 보촌리

## 접속하는 노선

### 광주・논산방면
- 광주대구고속도로 (12번), 호남고속도로 (9번) (중첩구간)

### 대구방면
- 광주대구고속도로 (12번)

### 순천방면
- 호남고속도로 (9번)